# Amt Rheine
Das Amt Rheine war ein Amt im alten Kreis Steinfurt in Nordrhein-Westfalen. Im Rahmen der Gebietsreform in Nordrhein-Westfalen wurde das Amt zum 1. Januar 1975 aufgelöst.

## Geschichte
Im Rahmen der Einführung der Landgemeindeordnung für die Provinz Westfalen wurde 1844 im Kreis Steinfurt die Bürgermeisterei Rheine in das Amt Rheine überführt. Dem Amt gehörten zunächst die Stadt Rheine sowie die Gemeinden Rheine links der Ems, Rheine rechts der Ems und Elte an. Gleichzeitig wurde auch das Amt Mesum, bestehend aus der Gemeinde Mesum eingerichtet.
Die Stadt Rheine schied 1851 aus dem Amt aus und blieb seitdem amtsfrei. 1852 wurde das Amt Mesum aufgehoben und die Gemeinde Mesum Teil des Amtes Rheine.
Am 1. April 1927 wurden einige verstädterte Gebiete des Amtes in die Stadt Rheine umgemeindet.
Das Amt Rheine wurde zum 1. Januar 1975 durch das Münster/Hamm-Gesetz aufgelöst. Einzelne Flurstücke des Amtes fielen an die Nachbargemeinden Emsdetten, Hörstel und Neuenkirchen. Der größte Teil der vier Gemeinden Elte, Mesum, Rheine links der Ems und Rheine rechts der Ems kam zur Stadt Rheine, die auch Rechtsnachfolgerin des Amtes ist.

## Einwohnerentwicklung
| Jahr | Einwohner | Quelle |
| ---- | --------- | ------ |
| 1858 | 4.274     | [ 5 ]  |
| 1871 | 4.187     | [ 6 ]  |
| 1885 | 4.549     | [ 7 ]  |
| 1910 | 12.093    | [ 8 ]  |
| 1939 | 9.390     | [ 9 ]  |
| 1950 | 13.582    | [ 10 ] |
| 1974 | 21.342    | [ 10 ] |

Das Amt wurde 1927 verkleinert.